# Mennekes (azienda)
La Mennekes Elektrotechnik GmbH & Co. KG è un costruttore tedesco di componenti per elettrotecnica in particolare di connettori elettrici secondo lo standard industriale CEE. La sede è a Kirchhundem.

## Storia
La società Mennekes venne fondata nel 1935 come fabbrica elettrotecnica nella casa paterna di Aloys Mennekes (1910–1976) a Hofolpe. Conseguì in poco tempo il suo Meisterbrief come elettricista. Ebbe in poco tempo due collaboratori e nel 1937 stabilì un magazzino di articoli elettrici a Kirchhundem. Seguì i clienti con l'aiuto di una motocicletta e più tardi con una Opel P4. Dopo la seconda guerra mondiale vi fu un impulso all'attività per le riparazioni agli impianti elettrici causati dal conflitto. Dal 1945 iniziò la produzione di sistemi d'allarme incendio e di sistemi di accensione elettrici, come a soli 9,90 Reichsmark il Glühauf, un'accendisigaro a spirale elettrica. Il Glühauf fu il primo brevetto della società Mennekes; all'epoca vi furono già 39 collaboratori.
Vennero in breve tempo create prese e spine per applicazioni diverse. Nel 1947 venne costruita la nuova sede nell'attuale luogo della sede, e nel 1948 avvenne il trasloco. Vennero prodotte prese e spine in alluminio e dal 1960 in materiale plastico. Nel 1976 il fondatore Aloys Mennekes morì, all'epoca vi erano 250 dipendenti in azienda. Il figlio Dieter (*1940; †2020) e Walter presero la guida della società. Dal 1992 Walter Mennekes divenne proprietario della Mennekes Elektrotechnik GmbH & Co. KG.

## Connessione Mennekes

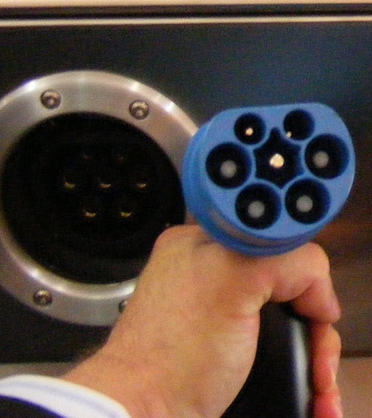
VDE VDE-AR-E 2623-2-2 spina/presa per auto elettrica, standard noto come „Spina Mennekes“

Nel 2009 viene presentato lo standard industriale per auto elettrica, impiegato da RWE e Daimler AG. Mennekes sviluppò il sistema sulla base del IEC 60309, e denominato „CEEplus“, con poli di contatto per segnale. La nuova configurazione venne poi designata dalla VDE come VDE-AR-E 2623-2-2. Due anni più tardi viene creato lo standard IEC 62196 „Tipo 2“. La ACEA dichiara così che l'unico standard ammesso è il „Tipo 2“, il „Tipo 1“ (origine SAE J1772) non deve essere usato e il „Tipo 3“ non porta migliorie. Dal 2014 la connessione Mennekes diventa standard per l'intera Europa.